# ایستگاه شپرد وست
ایستگاه شپرد وست (انگلیسی: Sheppard West station) یک ایستگاه متروی زیرزمینی در خط یک یانگ–یونیورسیتی متروی تورنتو است.